# Caecidotea stygia
Caecidotea stygia är en kräftdjursart som beskrevs av Alpheus Spring Packard 1871. Caecidotea stygia ingår i släktet Caecidotea och familjen sötvattensgråsuggor. Inga underarter finns listade i Catalogue of Life.